# خوسه آندرس بیلیبیو
خوسه آندرس بیلیبیو استیگاریبیا (اسپانیایی: José Andrés Bilibio Estigarribia‎؛ ارمنی: Խոսե Անդրե Բիլիբիո Էստիգարրիբիա؛ زادهٔ ۲ ژانویهٔ ۱۹۷۵ در کورینتس) بازیکن فوتبال در پست مدافع ارمنی‌تبار اهل آرژانتین است.

## باشگاهی
از باشگاه‌هایی که در آن بازی کرده‌است می‌توان به باشگاه فوتبال پیونیک و باشگاه فوتبال آرارات ایروان اشاره کرد.

## تیم ملی
وی همچنین در تیم ملی فوتبال ارمنستان بازی کرده‌است بیلیبیو نخستین بازی ملی خود که یک بازی دوستانه بود در ۷ ژوئن ۲۰۰۲ در آندورا لا ولا در مقابل آندورا انجام داده‌است.
| تیم ملی فوتبال ارمنستان | تیم ملی فوتبال ارمنستان |      |
| سال                     | بازی‌ها                  | گل‌ها |
| ----------------------- | ----------------------- | ---- |
| ۲۰۰۲                    | ۳                       | ۰    |
| ۲۰۰۳                    | ۷                       | ۰    |
| مجموعاً                  | ۱۰                      | ۰    |